# زنگوله‌پری زرد
زنگوله‌پری زرد (نام علمی: Prosartes lanuginosa) نام یک گونه از سرده زنگوله‌های پری است.